# Hoàng Trà
Hoàng Trà (sinh năm 1922), là một tướng lĩnh Quân đội nhân dân Việt Nam, quân hàm Thiếu tướng (1974). Ông nguyên là Phó Chủ nhiệm về Chính trị Tổng cục Hậu cần. Nguyên Chính ủy kiêm Bí thư Đảng ủy Quân chủng Hải quân; Phó Giám đốc kiêm Bí thư Đảng ủy Học viện Chính trị; Cục trưởng Cục Tổ chức Tổng cục Chính trị.

## Thân thế và sự nghiệp
Ông quê tại phường Đồng Nhân, quận Hai Bà Trưng, thành phố Hà Nội. Nhập ngũ tháng 8 năm 1945 và được kết nạp vào Đảng Cộng sản Việt Nam năm 1946. Ông bắt đầu tham gia Cách mạng vào năm 1944 trong phong trào Việt Minh tại tỉnh Phú Thọ. Từ năm 1945 đến năm 1954, ông lần lượt giữ các chức vụ: trung đội trưởng, chính trị viên đại đội, trưởng ban chính trị trung đoàn, phó chính ủy rồi chính ủy Trung đoàn 148. 
Từ năm 1958 đến 1966, ông là Chủ nhiệm Chính trị rồi Phó Chính ủy Sư đoàn 335, Chính ủy Lữ đoàn 335, Ủy viên thường vụ Khu ủy Quân khu Tây Bắc. Chủ nhiệm Chính trị rồi Phó Chính ủy Bộ Tư lệnh Hải quân. Từ năm 1966 đến năm 1967, Chính ủy Bộ Tư lệnh Hải quân. Từ tháng 5 năm 1967 đến năm 1968, Phó Chính ủy Bộ Tư lệnh Hải quân kiêm Quân khu Đông Bắc.
Từ năm 1969 đến năm 1970, Cục trưởng Cục Tổ chức Tổng cục Chính trị. Từ 1970 đến 1974, Chính ủy, bí thư đảng ủy Quân chủng Hải quân. Từ 1974 đến 1975, Phó Giám đốc kiêm Bí thư Đảng ủy Học viện Chính trị Quân sự. Từ năm 1975 đến năm 1979, ông lần lượt giữ các chức vụ Chính ủy, bí thư đảng ủy Quân chủng Hải quân. Từ tháng 6 năm 1979 đến năm 1980, ông được cử giữc chức vụ Phó Chủ nhiệm Ủy ban kiểm tra Đảng ủy Quân sự Trung ương. Năm 1981, ông chuyển sang giữ chức vụ Phó Chủ nhiệm Tổng cục Hậu cần về Chính trị. Năm 1989, ông nghỉ hưu.
Thiếu tướng (1974).

## Khen thưởng
- Huân chương Độc lập hạng Nhất
- Huân chương Quân công (hạng Nhất, Nhì)
- Huân chương Chiến công hạng Nhất
- Huân chương Kháng chiến hạng Nhất
- Huân chương Chiến thắng hạng Nhì